# Netelia denticulator
Netelia denticulator är en stekelart som beskrevs av Aubert 1969. Netelia denticulator ingår i släktet Netelia och familjen brokparasitsteklar. Inga underarter finns listade i Catalogue of Life.